# Norman Wood (Badminton)
Norman Wood (* um 1880; † nach 1908) war ein englischer Badmintonspieler.

## Karriere
Norman Wood hat an Erfolgen mehrere Siege und Finalteilnahmen zu Beginn des 20. Jahrhunderts bei den All England und den Irish Open zu verzeichnen. 1905 und 1906 siegte er in Irland. Im letztgenannten Jahr stand er in allen drei möglichen Disziplinen im Finale der All England, siegte jedoch nur im Herreneinzel. 1907 gewann er noch einmal in Irland und holte zwei Titel in England. 1908 gewann er im Mixed seinen letzten Titel.

## Sportliche Erfolge
| Saison | Veranstaltung           | Disziplin    | Platz | Name                               |
| ------ | ----------------------- | ------------ | ----- | ---------------------------------- |
| 1905   | Irish Open              | Mixed        | 1     | Norman Wood / Hazel Hogarth        |
| 1906   | Irish Open              | Mixed        | 1     | Norman Wood / Hazel Hogarth        |
| 1906   | All England             | Mixed        | 2     | Norman Wood / G. L. Murray         |
| 1906   | All England             | Herrendoppel | 2     | Albert Davis Prebble / Norman Wood |
| 1906   | All England             | Herreneinzel | 1     | Norman Wood                        |
| 1907   | Middlesex Championships | Herreneinzel | 1     | Norman Wood                        |
| 1907   | Irish Open              | Mixed        | 1     | Norman Wood / Hazel Hogarth        |
| 1907   | All England             | Herreneinzel | 1     | Norman Wood                        |
| 1907   | All England             | Herrendoppel | 1     | Albert Davis Prebble / Norman Wood |
| 1908   | All England             | Mixed        | 1     | Norman Wood / Meriel Lucas         |